# Sizzler

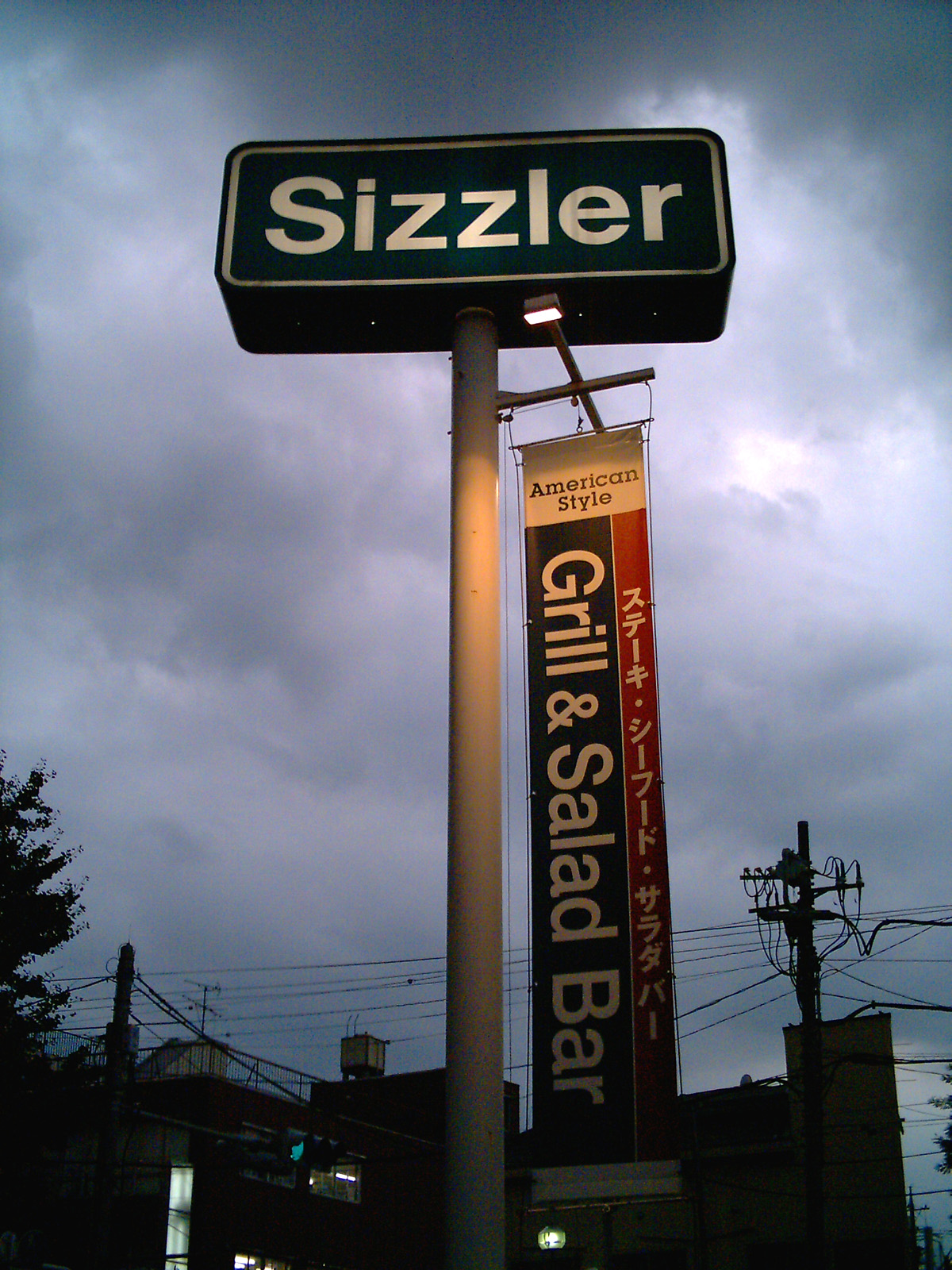
Sizzler i Japan.

Sizzler är en USA-baserad restaurangkedja som ägs av det australienska Pacific Equity Partners.